# 黒虎拳
黒虎挙（こっこけん）とは、中国武術の一種で長挙に属している。

## 概要
発祥時期は10世紀頃で、中国河南省で誕生した。創始者は不明である。套路においては広範囲の移動による蹴りのための足さばき、多くの跳躍、相手を崩しての打撃などがあり、それらを習得するため肉体強化と健康維持を重点に行うため内功はほとんど使わない。虎の精神を作り上げるため、戦っている間は修行者は絶対にあきらめない精神力で敵に立ち向かわなければならないため、蹴り、突き、引っ掻きなどの攻撃を連続する。
基本的な稽古は鉄掌と手足を打ち付ける鍛錬となるため、敵を破壊する頑丈な手、敵の効果的な攻撃を防ぐ強靭な前腕を作ることにある。手足を打ち付ける古典的な鍛錬の一つには「三星打」と呼ばれるものがあって、修行者二人組となり正面に向かい合って受けの動きを使って互いの前腕をぶつけ合い、強烈な痛みがあるため痛みに耐える能力、粘り強さ、素早い反応、優れた動体視力を養うことにある。